# Dodo (Alice au pays des merveilles)
 (février 2017).
Pour les articles homonymes, voir Dodo.
Le Dodo est un personnage de fiction figurant dans les chapitres 2 et 3 du livre pour enfants Les Aventures d'Alice au pays des merveilles (1865) de l'écrivain et mathématicien anglais Lewis Carroll, pseudonyme de Charles Lutwidge Dodgson.
Le Dodo est une caricature de l'auteur. Une croyance populaire mais non étayée est que Dodgson a choisi cet animal particulier pour se représenter lui-même à cause de son bégaiement, et ainsi se présenterait accidentellement en tant que « Do-do-Dodgson »,,[réf. nécessaire]. Ce bégaiement acquis dès l'enfance par Carroll est probablement dû à la société victorienne, très stricte (s'avérant de plus être stigmatisante envers les gauchers.)